# Eva Burrows
Pour les articles homonymes, voir Burrows.
Evangeline Evelyn Burrows (15 septembre 1929 à Newcastle - 20 mars 2015 à Melbourne) est la générale de l'Armée du salut de 1986 à 1993.

## Biographie
Née à Newcastle en Nouvelle-Galles du Sud, elle est la fille d'un couple d'officiers de l'Armée du salut, Robert et Ella Burrows.
Officière de l'Armée du salut depuis 1951, elle est élue le 2 mai 1986, 13e générale depuis la création du mouvement. Elle est la deuxième femme à occuper ce poste. Elle succède le 9 juillet 1986 à Jarl Wahlström; Bramwell Tillsley lui succède à son tour en 1993.
Elle est l'auteur de A Field for Exploits: Training Leaders for The Salvation Army (2012).
Eva Burrows meurt à Melbourne le 20 mars 2015 .

## Décorations
Compagnon de l'ordre de l'Australie (en 1994)
 Médaille du Centenaire (Australie) (en 2001)

## Hommages et postérité
- Un timbre-poste "Eva Burrows" de 5 dollars en Antigua-et-Barbuda (1988).